# Parsenn-Derby

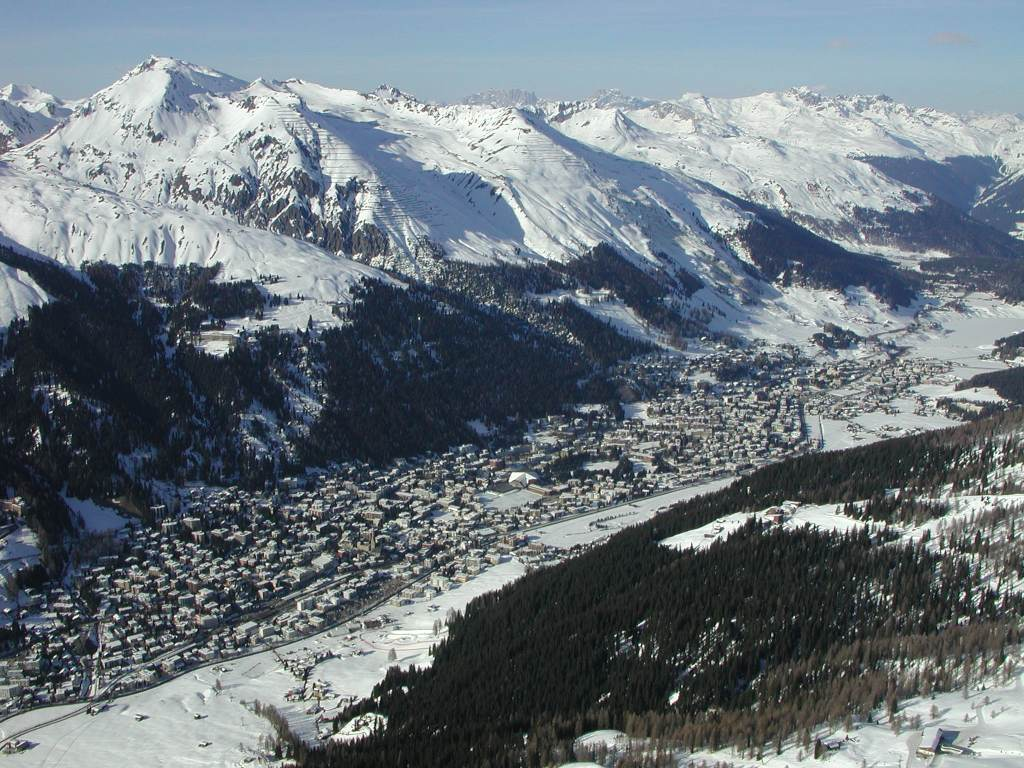
Davos mit Parsenn

Das Parsenn-Derby ist ein traditionsreicher Abfahrtslauf im Schweizer Skigebiet Parsenn bei Davos. Das Skirennen wurde erstmals 1924 ausgetragen und gehörte in den folgenden Jahrzehnten zu den bedeutenden Abfahrten im internationalen Renngeschehen.

## Geschichte
Das Abfahrtsrennen wurde erstmals 1924 von den beiden Davoser Skiclubs, dem Ski Club Davos und dem Davos English Ski Club, auf Anregung des Engländers Fred W. Edlin veranstaltet. Edlin gehörte dem Ski Club of Great Britain an, kam Jahre zuvor als Kurgast nach Davos und entdeckte die Eignung des Parsenn-Gebietes für den alpinen Skilauf. Der Austragung des ersten Derbys ging die Frage voraus, wie lange eine Abfahrt von der Parsennfurka bis nach Küblis dauern würde. Da ernstzunehmende Antworten ausblieben, schlug Edlin zur Klärung die Austragung eines Rennens vor und fand dafür grosse Unterstützung. Dieses erste Rennen erhielt von Edlin den Namen Davoser Ski-Derby, in Anlehnung an das Epsom Derby, einem berühmten Pferderennen in Epsom, England. Später wurde das Rennen in Parsenn-Derby umbenannt. Der Sieger des ersten Derbys bewältigte die Strecke in 22 Minuten und 27 Sekunden, während die schnellste Dame 35 Minuten und 37 Sekunden benötigte. Das Rennen war ein Erfolg und sollte von nun an jährlich stattfinden. Wegen ungünstiger Witterungsbedingungen konnte das zweite Derby allerdings erst drei Jahre später ausgetragen werden. Seither findet es, mit wenigen Unterbrechungen, jährlich statt.
Im Laufe der Jahre wurden Start- und Zielort mehrfach geändert. Nach dem Bau der Parsennbahn starteten Damen und Herren ab 1933 auf dem Weissfluhgipfel in etwa 2700 m Seehöhe. Das Ziel der Herren lag weiterhin im knapp 2000 m niedriger gelegenen Küblis, die Fahrtstrecke betrug etwa 13 Kilometer. Die Damen beendeten ihr Rennen bei der Conterser Schwendi, die Strecke war somit um einige Kilometer kürzer. Die damalige Siegerzeit von Otto Furrer betrug 16 Minuten und 1 Sekunde, bei den Damen siegte Margrit Bertsch in 12 Minuten und 24 Sekunden. In den ersten Jahrzehnten konnten die Athleten ihre Strecke frei wählen. Erst nachdem Edy Rominger 1944 nach einer gewagten Gipfelabkürzung eine deutliche Rekordzeit von 13 Minuten und 27 Sekunden fuhr, stellte man zwei Pflichttore auf. Später wurde der Streckenverlauf durch die Pistenpräparierung und einer zunehmenden Anzahl von Toren für alle Läufer einheitlich.
Das Parsenn-Derby ist eines der wenigen Skiwettbewerbe, die während des Zweiten Weltkrieges durchgehend veranstaltet wurden. Ab 1968 endete auch das Herrenrennen bei der Conterser Schwendi. Die Strecke wurde wegen internationaler Bestimmungen des Weltskiverbandes FIS auf maximal 6260 m verkürzt. Seit 2000 wird auch ein Mannschaftsrennen veranstaltet, wobei jede Mannschaft aus vier Läufern bzw. Läuferinnen besteht. Ab 2004 befand sich das Ziel im Gauderloch auf 2080 m Seehöhe. Gestartet wurde am Weissfluhgipfel in 2710 m Höhe. Die Höhendifferenz betrug 630 m, die Streckenlänge 2900 m. Die Siegerzeiten betrugen etwa 2 Minuten. 2009 wurde die Strecke um 900 m bis zum Obersäss verlängert.
Von einem zunächst nur regionalen Rennen (am ersten Derby nahmen 53 Starter teil, die einem der beiden Davoser Skiclubs angehören oder für mindestens acht Tage als Kurgast in Davos sein mussten), entwickelte es sich rasch zu einem bedeutenden Fixpunkt im internationalen Renngeschehen. Neben zahlreichen Siegen Schweizer Skigrössen wie David Zogg, Rudolf Rominger, Walter Prager, Heinz von Allmen oder Anny Rüegg gab es die ersten Siege von ausländischen Läufern bei den Damen 1930 durch die Österreicherin Irma Schmidegg und bei den Herren 1932 durch den ebenfalls aus Österreich stammenden Leo Gasperl. In den 1950er-Jahren waren bei den Damen mehrere Deutsche erfolgreich, unter anderem die mehrfache Deutsche Meisterin Hildesuse Gaertner und die spätere Olympiasiegerin Heidi Biebl. 1960 war das Derby durch Siege von Heinrich Messner und Christl Haas fest in österreichischer Hand.
Nachdem bereits nach dem Zweiten Weltkrieg französische Läufer an teilweise recht flachen Streckenabschnitten Kritik geübt hatten, verlor das Derby spätestens ab Einführung des Skiweltcups im Jahr 1967 an internationaler Bedeutung und wurde zunehmend zu einem Volksrennen, an dem heute hauptsächlich Hobbyskirennfahrer teilnehmen. Dennoch finden sich auch nach 1967 immer wieder prominente Namen unter den Siegern, wie etwa Josef Minsch, Walter Vesti, Urs Lehmann, Martina Accola oder Kristian Ghedina, der 2002 als erster Italiener das Derby gewann.

## Streckenverlauf

### Herren
- 1924–1931: Parsennfurka – Küblis
- 1932: Wasserscheide – Küblis
- 1933–1967: Weissfluhgipfel – Küblis
- 1968–1994: Weissfluhgipfel – Conterser Schwendi
- 1995–1998: Weissfluhjoch – Schifer
- 1999–2003: Weissfluhjoch – Erezsäss
- 2004–2008: Weissfluhgipfel – Gauderloch
- 2009–2012: Weissfluhgipfel – Obersäss

### Damen
- 1924–1930: Parsennfurka – Küblis
- 1931: Parsennfurka – Conters
- 1932: Gaudagrat – Küblis
- 1933–1994: Weissfluhgipfel – Conterser Schwendi
- 1995–1998: Weissfluhjoch – Schifer
- 1999–2003: Weissfluhjoch – Erezsäss
- 2004–2008: Weissfluhgipfel – Gauderloch
- 2009–2012: Weissfluhgipfel – Obersäss

## Siegerliste
| Nr. | Datum      | Herren             | Zeit (min) | Damen                         | Zeit (min) |
| --- | ---------- | ------------------ | ---------- | ----------------------------- | ---------- |
| 01  | 13.01.1924 | Peter Gruber       | 22:27      | Helene Fischer                | 35:37      |
| 02  | 30.01.1927 | Peter Gruber       | 20:46,2    | Elisa Biasi                   | 41:18,2    |
| 03  | 26.02.1928 | Alfi Kaltenbrunner | 22:57      | Elly Balmelli                 | 35:39      |
| 04  | 27.01.1929 | David Zogg         | 17:59      | Elly Balmelli                 | 28:16      |
| 05  | 02.03.1930 | David Zogg         | 16:29      | Irma Schmidegg                | 24:43      |
| 06  | 08.02.1931 | David Zogg         | 13:44      | Rösli Rominger                | 15:27      |
| 07  | 07.02.1932 | Leo Gasperl        | 17:46      | Margrit Bertsch               | 19:35      |
| 08  | 19.02.1933 | Otto Furrer        | 16:01      | Margrit Bertsch               | 12:24      |
| 09  | 11.02.1934 | David Zogg         | 16:36      | Margrit Bertsch               | 11:47      |
| 10  | 24.03.1935 | Rudolf Rominger    | 18:18      | Anny Rüegg                    | 11:07      |
| 11  | 16.02.1936 | Walter Prager      | 16:17      | Elvira Osirnig                | 09:59      |
| 12  | 14.03.1937 | Beat Rüedi         | 19:13      | Margrit Bertsch               | 10:45      |
| 13  | 20.02.1938 | Martin Fopp        | 14:49      | Nini Sutter / Doris Friedrich | 09:22      |
| 14  | 26.02.1939 | Rudolf Rominger    | 18:27      | Verena Fuchs                  | 09:36      |
| 15  | 25.02.1940 | Peter Mathis       | 14:36      | Erna Steuri                   | 08:34      |
| 16  | 26.02.1941 | Heinz von Allmen   | 15:23      | Clara Bertsch                 | 09:11      |
| 17  | 01.03.1942 | Peter Mathis       | 14:00      | Clara Bertsch                 | 08:07,5    |
| 18  | 28.02.1943 | Peter Mathis       | 14:11      | Clara Bertsch                 | 08:31,4    |
| 19  | 20.02.1944 | Edy Rominger       | 13:27      | Anni Maurer                   | 07:51,6    |
| 20  | 25.02.1945 | Peter Mathis       | 13:38,2    | Anni Maurer                   | 07:59,2    |
| 21  | 03.03.1946 | Jean Blanc         | 14:05      | Anni Maurer                   | 09:35,8    |
| 22  | 23.02.1947 | Max Bertsch        | 17:00,2    | Anni Maurer                   | 11:43,0    |
| 23  | 07.03.1948 | Ralph Olinger      | 13:10,4    | Anni Maurer                   | 06:52,2    |
| 24  | 06.03.1949 | Max Bertsch        | 14:33,7    | Anni Maurer                   | 08:23,4    |
| 25  | 05.03.1950 | Max Bertsch        | 13:51,0    | Idly Walpoth                  | 08:04,2    |
| 26  | 04.03.1951 | Ralph Olinger      | 13:23,8    | Hildesuse Gaertner            | 06:45,7    |
| 27  | 02.03.1952 | Martin Strolz      | 13:51,9    | Hildesuse Gaertner            | 07:52,9    |
| 28  | 03.03.1953 | René Scheiwiller   | 17:46,2    | Frieda Dänzer                 | 11:28,6    |
| 29  | 07.03.1954 | Beat Fopp          | 13:06,2    | Monique Lafont                | 07:21,4    |
| 30  | 06.03.1955 | Hans Forrer        | 12:32,9    | Hedy Beeler                   | 07:42,8    |
| 31  | 18.03.1956 | Andreas Rüedi      | 12:24,9    | Frieda Dänzer                 | 06:58,9    |
| 32  | 10.03.1957 | Roman Casty        | 09:27,3 *  | Hannelore Heckmair            | 08:13,8    |
| 33  | 23.03.1958 | Nando Pajarola     | 12:27,9    | Hannelore Heckmair            | 07:01,8    |
| 34  | 15.03.1959 | Nando Pajarola     | 06:01,2    | Heidi Biebl                   | 07:13,3    |
| 35  | 28.02.1960 | Heinrich Messner   | 12:56,0    | Christl Haas                  | 06:46,8    |
| 36  | 19.02.1961 | Willi Forrer       | 10:40,7    | Sylvia Zimmermann             | 06:21,6    |
| 37  | 11.02.1962 | Ives Bienvenu      | 12:30,9    | Marguerite Leduc              | 07:59,2    |
| 38  | 17.02.1963 | Marco Walli        | 13:16,4    | Edith Hiltbrand               | 06:53,2    |
| 39  | 28.02.1965 | Marco Walli        | 11:15,9    | Sylvia Zimmermann             | 05:59,7    |
| 40  | 20.02.1966 | Jakob Boner        | 11:18,6    | Sylvia Zimmermann             | 06:24,2    |
| 41  | 26.02.1967 | Josef Minsch       | 04:52,22 * | Ursula Barth                  | 06:35,56   |
| 42  | 10.03.1968 | Jon Christoffel    | 05:09,15   | Edith Hiltbrand               | 05:30,22   |
| 43  | 16.03.1969 | Kurt Pargätzi      | 06:42,1    | Edith Hiltbrand               | 06:23,4    |
| 44  | 15.03.1970 | Thomy Valär        | 07:30,4    | Annelies Müller               | 08:56,4    |
| 45  | 21.03.1971 | Christoph Rageth   | 04:37,2 *  | Irene Boehm                   | 05:00,8    |
| 46  | 18.03.1973 | Christoph Rageth   | 04:50,2    | Bettina Fopp                  | 05:29,8    |
| 47  | 10.03.1974 | Edi Waldburger     | 04:41,0    | Irene Boehm                   | 04:59,4    |
| 48  | 16.03.1975 | abgebrochen        |            | Irene Boehm                   | 05:21,1    |
| 49  | 07.03.1976 | Gianni Bianchi     | 04:47,5    | Irene Boehm                   | 04:49,3    |
| 50  | 20.03.1977 | Walter Vesti       | 04:29,5    | Irene Boehm                   | 04:42,3    |
| 51  | 12.02.1978 | Walter Vesti       | 04:32,96   | Bettina Frey                  | 04:58,58   |
| 52  | 11.02.1979 | Roberto Bianchi    | 04:25,44 * | Irene Boehm                   | 04:40,18   |
| 53  | 10.02.1980 | Andreas Rüedi      | 04:16,56   | Liselotte Schlumpf            | 04:13,89   |
| 54  | 01.02.1981 | Andreas Rüedi      | 04:04,50   | Linda Hügi                    | 03:59,9    |
| 55  | 07.02.1982 | Martin Reichmuth   | 04:00,63   | Liselotte Schlumpf            | 03:53,53   |
| 56  | 07.02.1983 | Roland Widmer      | 04:46,31   | Eveline Bolli                 | 05:36,26   |
| 57  | 10.02.1985 | Patrick Mächler    | 04:22,93   | Eveline Bolli                 | 04:23,59   |
| 58  | 09.02.1986 | Urs Lehmann        | 04:31,20   | Irene Meier-Boehm             | 05:00,96   |
| 59  | 08.02.1987 | Andreas Rüedi      | 04:31,00   | Doris Hartmann                | 04:31,28   |
| 60  | 21.02.1988 | Patrick Mächler    | 03:55,57   | Irene Meier-Boehm             | 04:10,87   |
| 61  | 18.03.1990 | Michael Plöchinger | 03:49,37   | Martina Accola                | 03:46,30   |
| 62  | 14.03.1993 | Michael Plöchinger | 03:51,66   | Manuela Steiger               | 04:01,55   |
| 64  | 19.03.1995 | Michael Plöchinger | 04:11,68   | Tanja Urfer                   | 05:25,67   |
| 65  | 21.03.1999 | Michael Plöchinger | 04:31,12   | Claudia Rageth                | 05:12,67   |
| 66  | 19.03.2000 | Jan Kindschi       | 01:54,27 * | Corinne Kuhn                  | 02:04,62 * |
| 67  | 11.03.2001 | Michael Plöchinger | 01:55,97 * | Claudia Rageth                | 02:06,98 * |
| 68  | 17.02.2002 | Kristian Ghedina   | 01:54,08 * | Claudia Rageth                | 02:07,12 * |
| 69  | 23.03.2003 | Robert Moze        | 01:53,52 * | Corinne Kuhn                  | 02:02,53 * |
| 70  | 21.03.2004 | Robert Moze        | 01:47,82   | Corinne Kuhn                  | 01:56,99   |
| 71  | 20.03.2005 | Robert Moze        | 01:50,96   | Priska Sorensen               | 01:58,71   |
| 72  | 02.04.2006 | Robert Moze        | 02:10,28   | Olivia Schuwey                | 02:27,06   |
| 73  | 11.03.2007 | Daniel Züger       | 02:10,21   | Priska Sorensen               | 02:18,46   |
| 74  | 09.03.2008 | Daniel Züger       | 01:59,65   | Fabienne Huser                | 02:11,18   |
| 75  | 08.03.2009 | Daniel Züger       | 02:23,84   | Arabela Philipona             | 02:48,78   |
| 76  | 14.03.2010 | Urs Keller         | 02:23,93   | Anja Dellagiovanna            | 02:35,75   |
| 77  | 13.03.2011 | Daniel Züger       | 01:51,43   | Marianne Rubi                 | 02:00,75   |
| 78  | 11.03.2012 | Jan Kindschi       | 02:28,96   | Nicole Bärtschi               | 02:37,83   |

* Verkürzte Strecke
In den Jahren 1964, 1972, 1984, 1989, 1991, 1992, 1996, 1997 und 1998 wurden keine Rennen ausgetragen. 1994 musste das 63. Derby wegen Schlechtwetters abgebrochen werden.